# 克里斯蒂安·维耶里
克里斯蒂安·維耶里（義大利語：Christian Vieri，發音：[ˈkristjam ˈvjɛːri]；1973年7月12日—），意大利男子足球运动员。司職前鋒。維耶里拥有意大利和澳洲的雙重國籍，并持有澳洲護照，但他選擇為意大利隊效力。曾经是意大利国家队和国际米兰主力前锋。

## 生平

### 球會
维埃里出生於意大利，但童年是在澳洲悉尼一个意大利裔社区中长大，胞弟马西米利亚诺·维埃里（Massimiliano Vieri）也是职业足球员，是澳洲國腳。维埃里最初在当地的一所初中踢球，但不久就跟家人回到意大利。曾於澳洲生活，维埃里最崇拜的偶像是板球运动员艾伦·博德（Allan Border）。维埃里原本計劃成为板球员，但最终选择了足球。
至於韋利職業生涯第一家球會，則是意丙(Serie C1)的一家小球會---普拉托（A.C. Prato）。在那里，他被拖連奴（Torino Calcio）看中，於第二年轉會。1992年11月，韋利被賣至意乙球隊比萨（Pisa Calcio），取得2個入球。接著又轉會至拉韋納（Ravenna Calcio），在那里开始了他的梦幻赛季，总共打入12粒球。接着又被卖到威尼斯（Venezia A.C.），打入11粒球。1995年，维埃里被出售给亚特兰大（Atalanta B.C.），但仅进了7个球。
韋利職業生涯的高潮是在1996-97年球季加入祖雲達斯之后。那年他在意甲聯賽上陣23場入8球，出戰了10場歐洲賽入6球。1997年韋利轉投西班牙的馬德里體育會，这次转会使他成为意大利足球的一个标志。这一年，他令人惊讶地在球會上陣24場聯賽入24球，並在7場歐洲賽中入5球，这使他成为了当年西班牙的头号射手。
1998年韋利回到意大利加盟拉齐奥，在意甲和欧洲赛事中分别打入12球和1球，并赢得了歐洲盃賽冠軍盃。1999年，他被国际米兰的老板—─百万富翁马西莫·莫拉蒂相中，以高達3,100萬超高身價轉會国际米兰。加盟初期韋利繼續保持進球率，單在2003年，他以24個入球成為意甲神射手。
隨著年齡漸高兼受傷患影響，韋利狀態不斷下滑，而他與國米亦多了磨擦。2005年7月，维埃里和国际米兰同意中止双方的合同。随后韋利转会至同城对手AC米兰，但只能擔任後備。為了能保证自己入選國家隊出席2006年世界杯，六个月之后，维埃里转会到摩納哥。半年後他再返回意大利，可惜因狀態日差，沒有球會願意收留，最後只能加盟亞特蘭大。
由於受傷患困擾，於阿特蘭大只曾上陣7場賽事。於2007年夏天，宣佈於另一支意甲球隊費倫天拿簽下一年合約。一年後再重返阿特蘭大，但不足一年，亚特兰大於2009年4月1日正式宣布中止与韋利的合同。韋利在待業了半年後，由於沒有球會招攬，終於在2009年10月宣告退役。

### 國家隊
韋利早在1998年世界盃入選國家隊，當屆他與迪比亞路拍擋出賽，取得五個入球而榮獲賽事銀靴獎，綻放光芒。隨後數年間，韋利都是意大利國家隊頭號射手。2000年歐洲國家杯意大利取得亞軍，韋利卻因傷沒有入選國家隊。
在效力国米期间，他也代表意大利国家队参加了2002年世界杯和2004年歐洲國家盃。由於狀態下滑，韋利後期已甚少入選國家隊。原先里皮曾把他列為2006世界盃的備選前鋒之一，正是他建議韋利轉隊去法甲球隊尋求上場時間以維持身體狀態，沒想到在2006年三月一場對上巴黎聖日耳曼的法甲比賽膝傷退場後，該賽季提前報銷，最後自然也沒有入選國家隊出戰2006年世界杯。身為目前的意大利世界盃進球數保持人（9球，和巴吉歐、羅西兩位曾榮獲金球獎的傳奇名將並列），他卻是因傷連續錯過了2000歐洲杯亞軍和2006世界盃冠軍兩面獎牌。
不過憑著過去的表現，韋利被认为是过去十年中意大利最伟大的前锋和世界杯最高效的射手。2004年3月，他被贝利命名为当今最伟大的125位足球运动员之一。